# Boginja vas
Boginja vas – wieś w Słowenii, w gminie Metlika. W 2018 roku liczyła 23 mieszkańców.